# レコマウ
レコマウは山口放送の番宣番組である。不定時に放送されている。

## 概要
かつては、「マウのおすすめプログラム」→「マウとミウのおすすめプログラム」という題だったが、2006年10月2日から改題。
山口放送がゴールデンタイムや深夜、翌日の昼までに放送される番組を紹介する。正味2分で、残りの3分はステブレとしてCMを流している。
おもに土曜日に拡大版「レコマウSUPER」として放送することもある。